# Acianthera pubescens
Acianthera pubescens là một loài phong lan.

## Hình ảnh

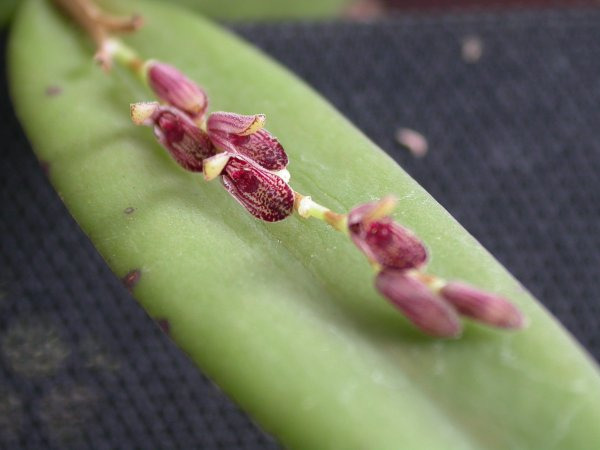
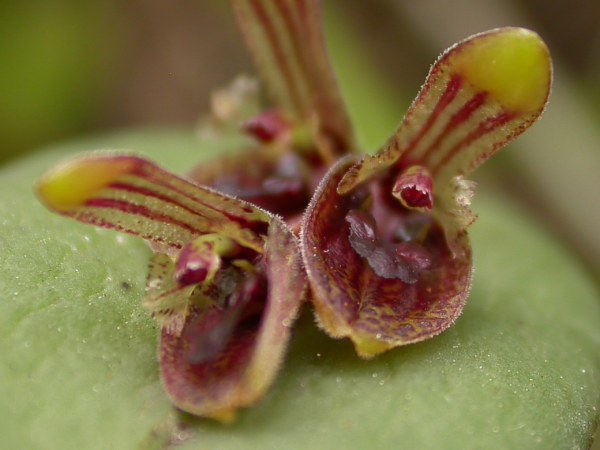
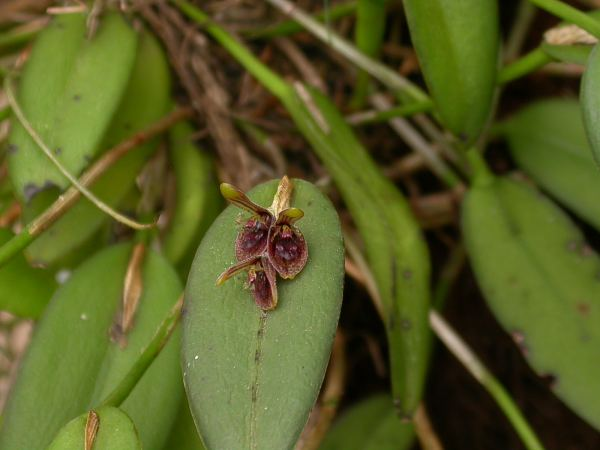
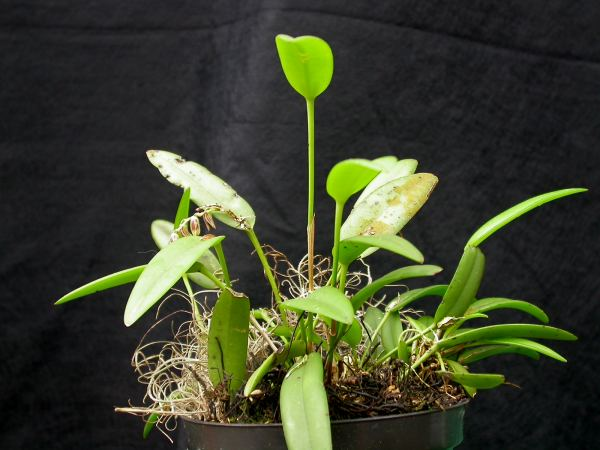